# 1595 na literatura

## Eventos
- Félix Lope de Vega deixa o serviço na corte do Duque de Alba e retorna a Madrid
- A Universidade de Leiden publica o Nomenclator, primeiro catálogo impresso de uma biblioteca institucional

## Publicações

### Poesia
- Luís de Camões - Rimas
- Edmund Spenser - Amoretti and Epithalamion

### Teatro
- William Shakespeare - Henrique VI, Parte 3

### Não-ficção
- José de Anchieta - Arte da Gramática da Língua Mais Usada na Costa do Brasil
- Philip Sidney - An Apologie for Poetrie

## Mortes
- 25 de abril - Torquato Tasso, poeta italiano (n. 1544)